# W 모터스 페니어 슈퍼스포트
W 모터스 페니어 슈퍼스포트(영어: W Motors Fenyr SuperSport)는 W 모터스에서 2019년부터 생산 중인 스포츠카이다.

## 사양

### 변속기
페니어 슈퍼스포트의 변속기는 포르쉐의 차종에 장착된 7단 듀얼클러치 PDK 변속기를 장착하였다.

### 서스펜션
페니어 슈퍼스포트는 프론트 액슬의 MacPherson 스트럿 서스펜션과 리어 액슬의 쇼크 업소버 위에 수평 코일이 있는 다중 링크 서스펜션을 사용하며, 안티 롤 바도 양쪽 차축에 설치되어 있다.

### 바퀴 및 타이어
페니어 슈퍼스포트에는 전면 19인치, 후면 20인치 직경의 단조 알루미늄 휠이 장착되어 있다. 이 차는 전면에 255/35 ZR 19, 후면에 335/30 ZR 20 코드가 있는 Pirelli P Zero 타이어를 사용한다. 브레이크는 각각 직경이 420 mm (16.5 in)이고 전면 및 후면에 6 피스톤 알루미늄 캘리퍼를 사용하는 통풍 세라믹 복합 디스크가 있다.

## 성능
W 모터스에 따르면, 페니어 슈퍼스포트의 최고 속도가 시속 400 킬로미터 매 시 (250 mph)라고 주장하였다.이 자동차는0–100 km/h (0–62 mph) 가속 시간이 2.7초라고 주장했다. 이것은 라이칸 하이퍼스포트에 대해 주장된 수치보다 최소 5 km/h (3 mph) 빠르며 0.1초 더 빠르다.

## 비디오 게임에서의 등장
- 아스팔트 8: 에어본
- 아스팔트 9: 레전드